# Morum clatratum
Morum clatratum is een slakkensoort uit de familie van de Harpidae. De wetenschappelijke naam van de soort is voor het eerst geldig gepubliceerd in 2002 door Bouchet.